# Stregna
Stregna (friuli nyelven: Stregne, szlovénül: Srednje) település Olaszországban, Friuli-Venezia Giulia régióban, Udine megyében. Lakosainak száma 288 fő (2023. január 1.). Stregna Grimacco, Prepotto, San Leonardo és Kanal ob Soči községekkel határos.

## Népesség
A település népességének változása:

| 2018 | 341 |
| 2023 | 288 |